# Anorthodes
Anorthodes là một chi bướm đêm thuộc họ Noctuidae.

## Các loài
- Anorthodes indigena (Barnes & Benjamin, 1925)
- Anorthodes triquetra (Grote, 1883)

## Former species
- Anorthodes tarda is now Athetis tarda (Guenée, 1852)